# Тихомиров, Владимир Дмитриевич
Влади́мир Дми́триевич Тихоми́ров (1896, Свияжск, Казанская губерния — после 1970) — советский хозяйственный, государственный и политический деятель. Заслуженный врач Карело-Финской ССР. 
Заслуженный врач РСФСР. Один из организаторов дерматовенерологической службы в Карелии.

## Биография
Родился в 1896 году в Свияжске в семье учителя. Окончил медицинский факультет Казанского университета. До 1921 года — в РККА. В 1924 году — в интернатуре.
С 1925 года — на хозяйственной, общественной и политической работе в Карелии, в Сунской больнице. С 1927 года в аппарате Наркомата здравоохранения Карельской АССР, начальник лечебно-профилактического отдела. С 1929 года — ординатор венерологического отделения Петрозаводской городской больницы.
В 1931—1934 гг. и с 1945 года — главный врач Карело-Финского/Карельского республиканского кожно-венерологического диспансера.
С 1935 года — врач Карельской республиканской станции переливания крови.
С 1963 года на пенсии.
Являлся председателем республиканского научного общества врачей.
В 1954 году избирался депутатом Верховного Совета СССР 4-го созыва. Член ВКП(б). Награждён Орденом Трудового красного Знамени.